# Marino Girolami
Marino Girolami (1 de febrero de 1914 – 20 de febrero de 1994) fue un director, guionista y productor cinematográfico de nacionalidad italiana. A lo largo de su carrera utilizó varios seudónimos, entre ellos Franco Martinelli y Frank Martin.

## Biografía
Nacido en Roma, Italia, fue el fundador de una familia de cineastas, siendo el hermano de Romolo Guerrieri, tío de Renzo Girolami y padre de Enzo G. Castellari, todos ellos directores, y también padre del actor Ennio Girolami. Marino Girolami inició estudios de Medicina, pero los abandonó para hacer carrera como boxeador, llegando a ser campeón de Europa del peso pluma. Seleccionado para participar en los Juegos Olímpicos de Berlín 1936, fue descartado en un último momento al descubrírsele una leve arritmia cardiaca.
Tras abandonar el deporte, frecuentó el Centro Sperimentale di Cinematografia, debutando como actor en la película Villa da vendere, dirigido en 1941 por Ferruccio Cerio. Dos años después obtuvo un discreto éxito como autor firmando el argumento de la película Campo de' fiori, dirigida por Mario Bonnard e interpretada por Aldo Fabrizi y Anna Magnani.
Con la intención de trabajar tras las cámaras, durante años fue colaborador de destacados autores y directores, entre ellos Mario Soldati, Marcello Marchesi y Vittorio Metz. Su debut en la dirección tuvo lugar en 1949, dirigiendo la versión italiana de La strada buia,  coproducción italo-americana dirigida por Sidney Salkow, mientras que su debut en solitario llegó en 1953 con la película Canto per te, interpretado por el famoso tenore Giuseppe Di Stefano. A partir de entonces dirigió casi ochenta cintas, hasta la última en 1982, Giggi il bullo. 
También fue guionista de casi cuarenta filmes, y trabajó como actor en cinco películas en la década de 1940. En total produjo una veintena de títulos, sobre todo a lo largo de la década de 1960.
En 1950 se encargó del montaje de la película Miss Italia, dirigida por Duilio Coletti.
Marino Girolami falleció en Roma, Italia, en 1994.

## Filmografía

### Dirección
- La strada buia (1950)
- Il mago per forza (1951)
- Amore e sangue (1951)
- Noi due soli (1952)
- Oggi sposi (1952)
- Era lei che lo voleva! (1952)

- Canto per te (1953)
- Lasciateci in pace (1953)
- Riscatto (1953)
- Il cantante misterioso (1954)
- Ore 10 lezione di canto (1955)
- La ragazza di Via Veneto (1955)
- Cantando sotto le stelle (1956)
- Sette canzoni per sette sorelle (1956)
- Serenata per sedici bionde (1957)
- Vivendo, cantando che male ti fo? (1957)
- Buongiorno primo amore! (1957)
- C'è un sentiero nel cielo (1957)
- La canzone del destino (1957)
- Quando gli angeli piangono (1958)
- Il romanzo di un giovane povero (1958)
- Quanto sei bella Roma (1959)
- Quel tesoro di papà (1959)
- Un canto nel deserto (1959)
- Caccia al marito (1960)

- Ferragosto in bikini (1960)
- Il mio amico Jekyll (1960)
- Le magnifiche sette (1961)
- Scandali al mare (1961)
- Un figlio d'oggi (1961)
- La ragazza sotto il lenzuolo (1961)
- Walter e i suoi cugini (1961)
- Twist, lolite e vitelloni (1962)
- L'assassino si chiama Pompeo (1962)
- L'ira di Achille (1962)
- Gli italiani e le donne (1962)
- Il medico delle donne (1962)
- La donna degli altri è sempre più bella (1963)
- Le motorizzate (1963)
- Siamo tutti pomicioni (1963)
- Le tardone (1964)
- Queste pazze pazze donne (1964)
- I magnifici Brutos del West (1964)
- Veneri al sole (1965)
- Veneri in collegio (1965)
- Spiaggia libera (1966)
- I sentieri dell'odio (1967)
- Granada addio! (1967)
- Due rrringos nel Texas (1967)
- Franco e Ciccio e le vedove allegre (1968)

- Anche nel West c'era una volta Dio (1968)
- Don Franco e don Ciccio nell'anno della contestazione (1969)
- I due magnifici fresconi (1969)
- Eros e Thanatos (1969)
- La moglie vergine (1975)
- La liceale al mare con l'amica di papà (1980)
- L'esercito più pazzo del mondo (1981)
- Pierino contro tutti (1981)
- Pierino colpisce ancora (1982)
- Giggi il bullo (1982)

#### Con el seudónimo de Franco Martinelli
- Decameron proibitissimo - Boccaccio mio statte zitto... (1972)
- Maria Rosa la guardona (1973)
- 4 marmittoni alle grandi manovre (1974)
- Grazie... nonna (1975)
- Lo sgarbo (1975)
- Roma violenta (1975)
- Roma: l'altra faccia della violenza (1976)
- Italia a mano armata (1976)
- Kakkientruppen (1977)
- Nude Odeon (1978)
- Dove vai se il vizietto non ce l'hai? (1979)

#### Con el seudónimo de Frank Martin
- Sesso profondo (1980)
- Zombi Holocaust (1980)

### Guionista
- Uno a uno sin piedad, de Rafael Romero Marchent (1968)

### Productor
- A Ghentar si muore facile, de León Klimovsky (1967)
- Reverendo Colt, de L. Klimovsky (1971)